# پراروستینو
پراروستینو (به ایتالیایی: Prarostino) یک کومونه در ایتالیا است که در استان تورین واقع شده است.

## خصوصیات
پراروستینو ۱۰٫۶ کیلومترمربع مساحت و ۱٬۲۶۸ نفر جمعیت دارد و ۷۳۸ متر بالاتر از سطح دریا واقع شده است.

## خواهرخوانده
شهر Mont-sur-Rolle خواهرخواندهٔ پراروستینو است.